# Appula diamantinensis
Appula diamantinensis är en skalbaggsart som beskrevs av Franceschini 2002. Appula diamantinensis ingår i släktet Appula och familjen långhorningar. Inga underarter finns listade i Catalogue of Life.